# Phaeogenes cynarae
Phaeogenes cynarae är en stekelart som beskrevs av Bragg 1971. Phaeogenes cynarae ingår i släktet Phaeogenes och familjen brokparasitsteklar. Inga underarter finns listade i Catalogue of Life.